# Niphidium vittaria
Niphidium vittaria är en stensöteväxtart som först beskrevs av Georg Heinrich Mettenius, och fick sitt nu gällande namn av David Bruce Lellinger. Niphidium vittaria ingår i släktet Niphidium och familjen Polypodiaceae. Inga underarter finns listade.